# Lijst van rijksmonumenten in Pekela

De gemeente Pekela

De gemeente Pekela telt 29 inschrijvingen in het rijksmonumentenregister, hieronder een overzicht. Zie ook de gemeentelijke monumenten in Pekela.

## Alteveer
De plaats Alteveer telt 1 inschrijving in het rijksmonumentenregister, een boerderij die officieel in de gemeente Stadskanaal staat. Zie de Lijst van rijksmonumenten in Stadskanaal (gemeente).

## Nieuwe Pekela
De plaats Nieuwe Pekela telt 20 inschrijvingen in het rijksmonumentenregister. Zie de Lijst van rijksmonumenten in Nieuwe Pekela voor een overzicht.

## Oude Pekela
De plaats Oude Pekela telt 9 inschrijvingen in het rijksmonumentenregister. Zie de Lijst van rijksmonumenten in Oude Pekela voor een overzicht.
Eemsdelta ·
Groningen ·
Het Hogeland ·
Midden-Groningen ·
Oldambt ·
Pekela ·
Stadskanaal ·
Veendam ·
Westerkwartier ·
Westerwolde